# Suns Europe
Suns Europe és un festival de música i d'arts escèniques en llengües minoritzades que se celebra anualment a la ciutat friülana d'Udine. El festival va néixer l'any 2015 com a continuació del concurs de música regional Suns, i està organitzat per la Cooperativa Informazione Friulana, amb el suport de l'Agjenzie Regjonâl pe Lenghe Furlane (ARLeF), la regió de Friül - Venècia Júlia i el municipi d'Udine.

## Història
Suns es va organitzar per primera vegada l'any 2009 com un concurs musical a Udine, amb l'excepció de les edicions del 2011 i 2013 que es van celebrar a Moena, a la vall de Fassa, i a Falera, al cantó suís dels Grisons, respectivament. Al concurs s'escollia dos guanyadors que es classificaven pera participar al festival Liet Internacional.
El 2015 el concurs de música es va convertir en un festival per a grups que cantessin en llengües minoritzades d'arreu d'Europa i el nom es va mudar a Suns Europe. Aquest és obert a totes les minories lingüístiques europees tal com es defineix a l'article 1 de la Carta europea de les llengües regionals o minoritàries i té el mateix format que Liet Internacional.
En l'edició del 2024, que es va celebrar al Teatro Nuovo Giovanni da Udine el dia 19 d'octubre i hi van participar nou territoris, el grup català Remei de Ca la Fresca va guanyar el premi del jurat.

## Guanyadors
| Any  | Dia         | Participants | Territori       | Artista               | Cançó                                | Llengua | Ref.               |
| ---- | ----------- | ------------ | --------------- | --------------------- | ------------------------------------ | ------- | ------------------ |
| 2024 | 19 octubre  | 9            | Països Catalans | Remei de Ca la Fresca | «Aiguaneu» / «La insurrecció que ve» | català  | [ 5 ]              |
| 2023 | 14 octubre  | 6            | Illes Fèroe     | Dania O.Tausen        |                                      | feroès  | [ 6 ]              |
| 2022 | 26 novembre | 6            | Gal·les         | HMS Morris            |                                      | gal·lès | [ 7 ]              |
| 2019 | 30 novembre | 10           | Països Catalans | Magalí Sare           | «Amb els ulls tancats»               | català  | [ 8 ] [ 9 ] [ 10 ] |
| 2018 | 1 desembre  | 9            | Països Catalans | Jansky                | «Ésser elèctric»                     | català  | [ 11 ] [ 12 ]      |
| 2017 | 2 desembre  | 8            | Grisons         | Tumasch è             | «Jeu sai buc»                        | romanx  | [ 13 ] [ 14 ]      |
| 2016 | 3 desembre  | 10           | Illes Fèroe     | Steso                 | «Bruni»                              | feroès  | [ 15 ]             |
| 2015 | 11 desembre | 10           | Suïssa          | Me+Marie              | «Hay eu less»                        | romanx  | [ 16 ]             |